# Lion Air (Nederland)
Lion Air is een Nederlandse luchtvaartmaatschappij en vliegschool. Het werd opgericht in 1990 en heeft als thuisbasis Rotterdam The Hague Airport.
Als luchtvaartmaatschappij verzorgt Lion Air rondvluchten met daarnaast charters. En als vliegschool verzorgt het onder de naam Lion Air Vliegschool vlieglessen.